# Via dell'ambra

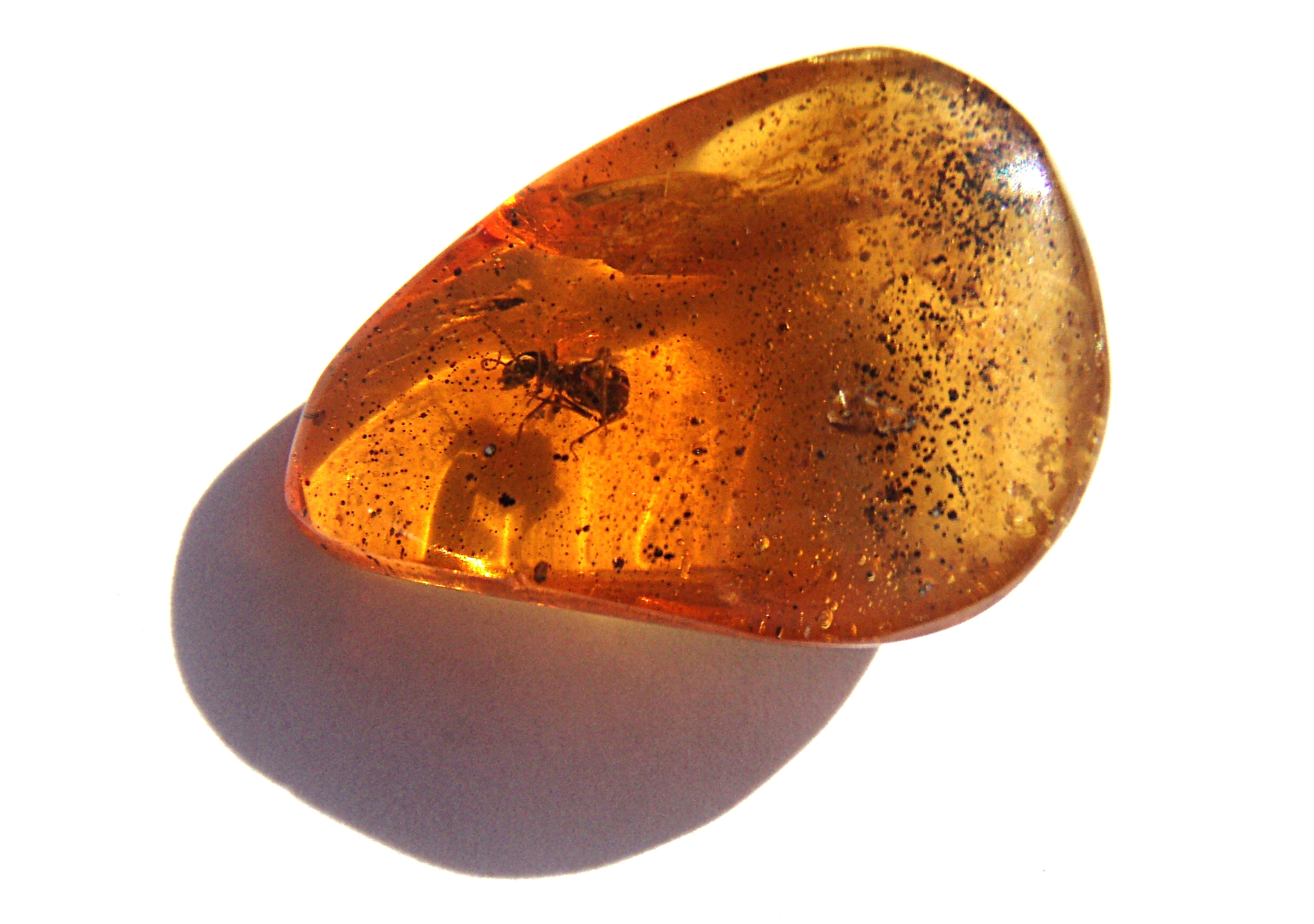
Un frammento di ambra

La Via dell'Ambra era l'antico itinerario lungo il quale avvenivano il commercio e il trasferimento dell'ambra.

## Storia

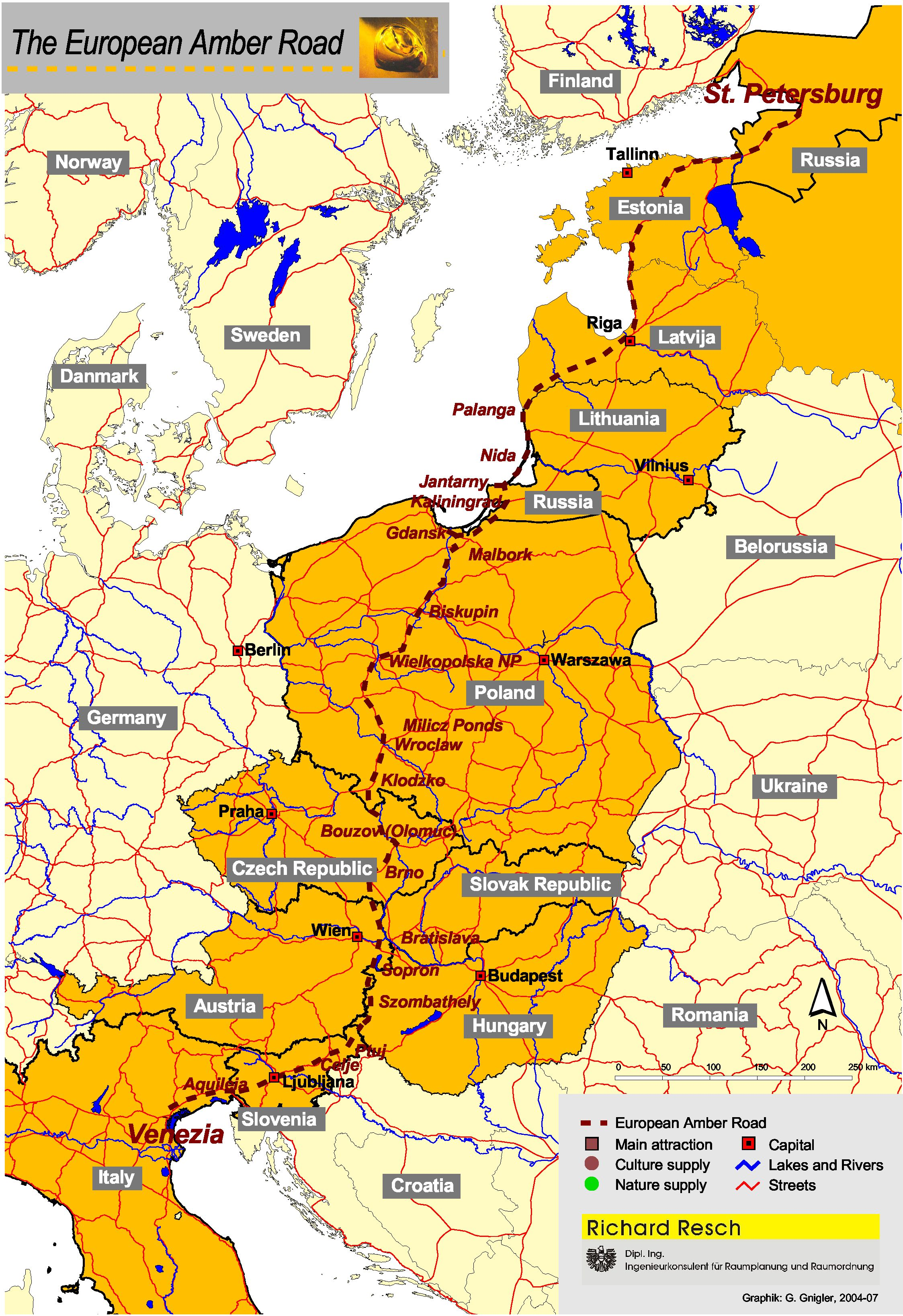
La Via dell'Ambra

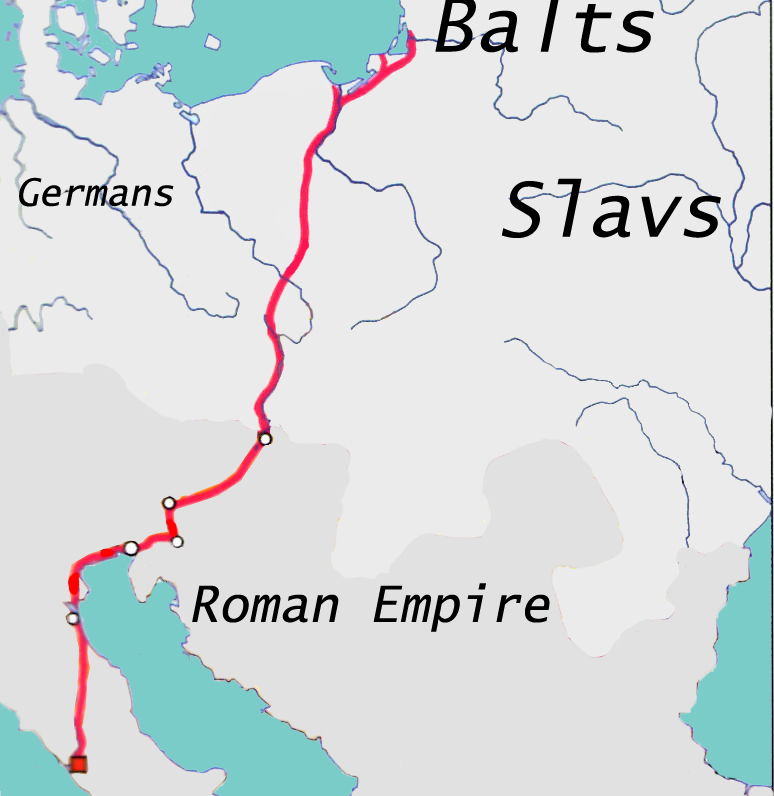
La strada dal mar Baltico

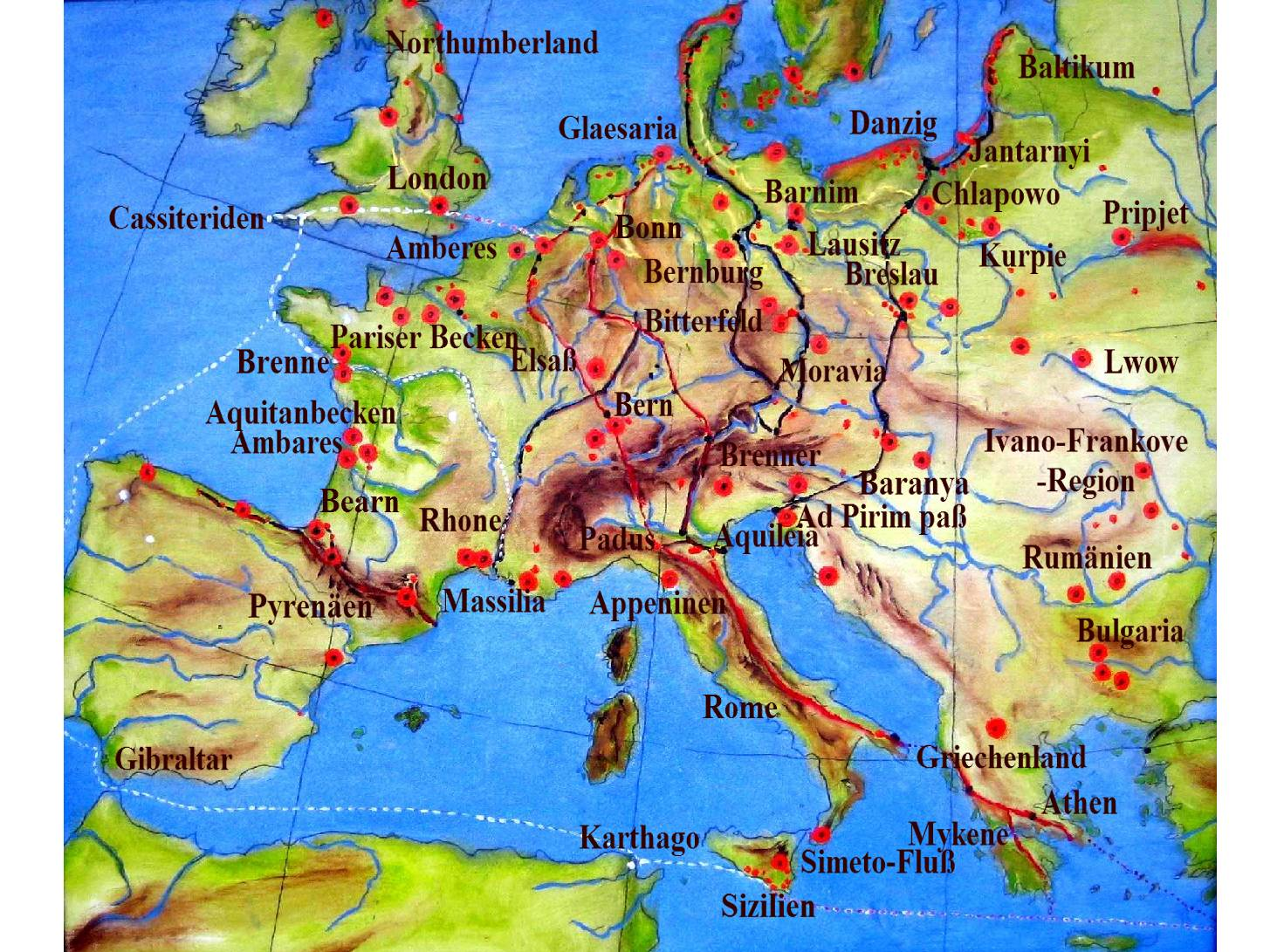
Depositi di ambra in Europa

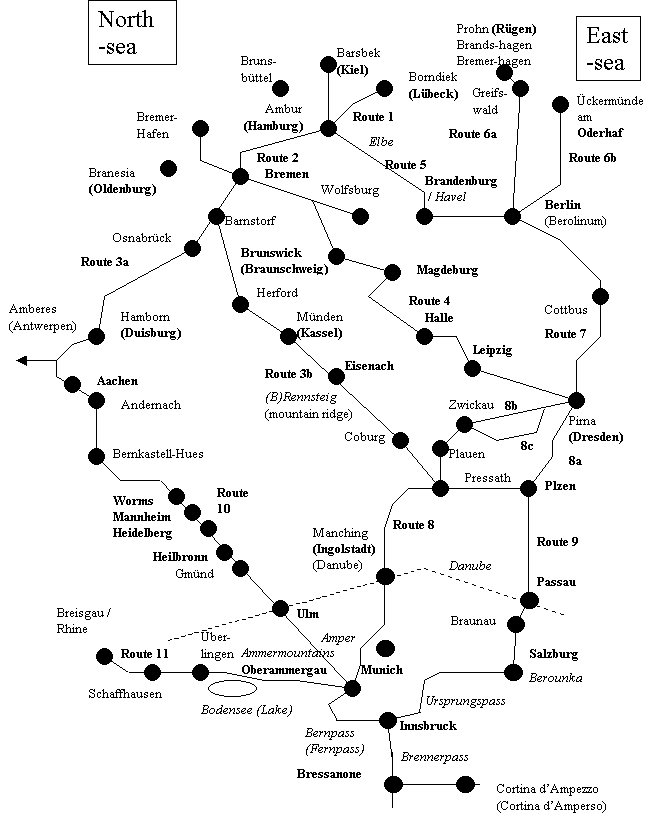
Vie dell'ambra in Germania

### Antefatti
Partiva dalla Sicilia il più antico commercio di ambra. Il commercio dell'ambra siciliana era diretto in Grecia, Nord Africa e Spagna. Ambra siciliana fu scoperta anche a Micene dall'archeologo Heinrich Schliemann.  Questa ambra comparve anche in siti del sud di Spagna e Portogallo e la sua distribuzione è simile a quella dell'avorio, per cui è possibile che l'ambra della Sicilia raggiungesse la penisola iberica attraverso contatti con l'Africa del Nord. 
Dopo un declino nel consumo e commercio dell'ambra all'inizio dell'Età del Bronzo, all'incirca nel 2000 avanti Cristo, l'influsso dell'ambra Baltica gradualmente prese il posto di quella siciliana in tutta la penisola iberica a partire all'incirca dal 1000 avanti Cristo. Le nuove evidenze provengono da varie località archeologiche e geologiche della penisola iberica.

### La via dell'ambra
All'inizio dell'Età del bronzo, intorno al 2000 a.C., l'influenza dell'ambra baltica prese gradualmente il posto di quella siciliana e quindi si formò un complesso sistema di vie commerciali attraverso le quali l'ambra, una preziosa resina fossile, veniva trasportata dai suoi luoghi d'origine, il Mar Baltico e il Mare del Nord, verso il Mar Mediterraneo, in particolare verso l'Italia adriatica, dal delta del Po al Piceno.
A testimonianza dell'antichità di questo commercio, il faraone egizio Tutankhamon ebbe gioielli d'ambra nel suo corredo funebre, e oggetti di questo materiale venivano offerti nel tempio di Apollo a Delfi, in Grecia. Un centro molto antico di lavorazione dell'ambra, sin dal VI sec. a.C. era il Piceno (durante la fase IV della storia dei Piceni). I germani, che ne attingevano in gran misura, avevano la concezione dell'ambra come materia bruciabile (lett. di "fuoco spento"), sensibile al fuoco ma non ardente.. La Grecia e l'Egitto erano i maggiori trasformatori dell'ambra grezza in oggetti preziosi.
In epoca romana (i romani vi ricavavano principalmente prodotti di toilette, impugnature, profumazioni), il percorso principale dell'ambra partiva dalla costa di quella che sarebbe diventata la Prussia, attraversava la regione dei Boii (la Boemia) per raggiungere infine l'alto Adriatico ad Aquileia nella Venetia.

### Nel Medioevo
La via continuava inoltre attraverso il Mar Nero (attuale Moldavia) per unirsi alla Via della Seta verso l'Asia. Successivamente il commercio dell'ambra prosperò lungo le vie fluviali che collegavano il Baltico al Mar Nero – la cosiddetta Via variago-greca – e fu uno dei principali motori dello sviluppo della civiltà dei Variaghi, che diede origine ai primi principati russi.

### Nell'Età contemporanea
In tempi più recenti, punti di partenza della via dell'Ambra furono anche le città prussiane di Kaup e Truso, e ancora oggi l'exclave russa di Kaliningrad è chiamata Янтарный край (traslitterato Jantarnyj kraj), che significa zona dell'Ambra.

## Nomi della via dell'ambra nelle lingue locali
- Veneto: Via de ł'anbra
- Friulano: Vie de ambre
- Croato: Jantarski put
- Ceco: Jantarová stezka
- Tedesco: Bernsteinstraße
- Estone: Merevaigutee
- Ungherese: Borostyánút
- Italiano: Via dell'ambra
- Lettone: Dzintara Ceļš
- Lituano: Gintaro kelias
- Polacco: Szlak Bursztynowy
- Russo: Янтарный путь
- Slovacco: Jantárová cesta
- Sloveno: Jantarjeva pot